# Stefan Förster
Stefan Förster (ur. 17 października 1950 w Chemnitz) – wschodnioniemiecki bokser, dwukrotny mistrz Europy.
Startował w wadze koguciej (do 54 kg) na mistrzostwach Europy juniorów w 1970 w Miszkolcu, gdzie odpadł w ćwierćfinale. Wystąpił w tej samej kategorii na seniorskich mistrzostwach Europy w 1971 w Madrycie, gdzie również przegrał w ćwierćfinale. Po wygraniu dwóch walk na igrzyskach olimpijskich w 1972 w Monachium przegrał w kolejnej z przyszłym wicemistrzem Alfonso Zamorą z Meksyku.
Zdobył złoty medal w wadze piórkowej (do 57 kg) na mistrzostwach Europy w 1973 w Belgradzie po wygranej w finale z reprezentantem gospodarzy Zoranem Jovanoviciem przez nokaut w 1. rundzie. Na pierwszych mistrzostwach świata w 1974 w Hawanie przegrał drugą walkę z mistrzem olimpijskim Borisem Kuzniecowem z ZSRR.
Na mistrzostwach Europy w 1975 w Katowicach przegrał pierwszą walkę. Następnie powrócił do wagi koguciej (w piórkowej krajowym rywalem stał się Richard Nowakowski). Dotarł do ćwierćfinału letnich igrzysk olimpijskich w 1976 w Montrealu, w którym przegrał z Wiktorem Rybakowem z ZSRR.
Zdobył złoty medal w wadze koguciej na mistrzostwach Europy w 1977 w Halle, wygrywając w finale z Teodorem Dinu z Rumunii. Na mistrzostwach świata w 1978 w Belgradzie zdobył w tej kategorii brązowy medal po porażce w półfinale z późniejszym triumfatorem Adolfo Hortą z Kuby. Wystąpił w tej wadze na mistrzostwach Europy w 1979 w Kolonii, ale przegrał w ćwierćfinale z późniejszym mistrzem Nikołajem Chrapcowem z ZSRR.
W 1980 zakończył karierę bokserską.
Förster był mistrzem NRD w wadze koguciej w latach 1971, 1972 i 1976–1978 oraz w wadze piórkowej w latach 1973-1975.